# Подгайное (Ровненская область)
Подгайное (укр. Підгайне) — село в Мизочской поселковой общине Ровненского района Ровненской области Украины.
Население по переписи 2001 года составляло 76 человек. Почтовый индекс — 35709. Телефонный код — 3652. Код КОАТУУ — 5622685803.

## История
В 1946 г. Указом ПВС УССР село Султановка переименовано в Подгайное.
До 2020 года входило в Здолбуновский район.